# East Brooklyn (Illinois)
East Brooklyn – wieś w Stanach Zjednoczonych, w stanie Illinois, w hrabstwie Grundy.

## Demografia
Zgodnie ze spisem statystycznym z 2000, miasto liczyło 123 mieszkańców. W 2023 liczba mieszkańców spadła do 82 osób, a gęstość zaludnienia do 820 osób/km². Jest jedną z najmniejszych miejscowości stanu Illinois.